# Autorità di bacino interregionale della Puglia
L'Autorità di bacino interregionale della Puglia era una delle Autorità interregionali istituite a seguito dell'art. 13 della legge del 18 maggio 1989, n. 183.
Il territorio gestito comprendeva 297 comuni suddivisi fra i seguenti enti:
- Basilicata
  - Provincia di Potenza
    - 23 comuni
- Campania
  - Provincia di Avellino
    - 25 comuni
- Puglia
  - Città metropolitana di Bari
    - 47 comuni

  - Provincia di Brindisi
    - 20 comuni

  - Provincia di Foggia
    - 56 comuni

  - Provincia di Lecce
    - 97 comuni

  - Provincia di Taranto
    - 29 comuni

La sede amministrativa era a Valenzano.
Nel 2017 Autorità di bacino interregionale della Puglia è stata soppressa per confluire nella nuova Autorità di bacino distrettuale dell'Appennino meridionale, la cui sede è a Caserta.